# Bako (underprefektur)
Bako är en underprefektur i Elfenbenskusten. Den ligger i departementet Odienné, i den nordvästra delen av landet, 400 km nordväst om huvudstaden Yamoussoukro.